# Batalha de Ras Kamboni (2024)
A batalha de Ras Kamboni foi uma batalha ocorrida no contexto da crise da Jubalândia depois que as forças somalis lançaram um ataque fracassado às forças regionais de Jubalândia na área de Marnani perto de Ras Kamboni em 11 de dezembro de 2024. Anteriormente o governo federal enviou tropas somalis de Mogadíscio, região de Banadir, para a região de Jubbada Hoose em uma tentativa de expulsar o presidente Ahmed Madobe. No final da batalha, Jubalândia capturou centenas de soldados somalis e retomou Ras Kamboni.
A Unidade Gor Gor do Exército Nacional Somali foi derrotada pela Unidade Birjeex da Força Dervixe da Jubalândia e o governo federal recuou.

## Confrontos
Em 11 de dezembro de 2024, intensos combates eclodiram no início da manhã entre as forças dos Darawiish da Jubalândia e os Gor-Gor do Exército Nacional Somali em Manaraani, ao norte de Ras Kamboni.
A batalha do amanhecer eclodiu no vital Poço Oodow, a única fonte de água de Ras Kamboni, localizada a 6 quilômetros da cidade. Os Gor-Gor teriam lançado o ataque, temendo que as Forças Dervixes da Jubalândia tivessem se posicionado em Burgabo, perto de Ras Kamboni.

## Resultado
O vice-ministro da Segurança de Jubalândia, Adan Ahmed Haji, declarou durante uma coletiva de imprensa em Kismayo que as forças federais de Mogadíscio usaram drones Bayraktar TB2 fornecidos pela Turquia para atacar as forças da Jubalândia. Ele criticou o governo somali por usar recursos militares destinados a combater ameaças externas como o al-Shabaab contra a Jubalândia, que ele descreveu como "pacífica". Além disso, mencionou que 42 soldados Gorgor treinados pela Turquia se renderam logo após a batalha.
Após seis horas de intensos combates, as forças de Jubalândia assumiram o controle de Ras Kamboni e derrotaram a brigada Gor Gor, divisão do Exército Nacional Somali. As Forças Armadas da Somália falharam em derrubar Ahmed Madobe, e 600 soldados cruzam para o Quênia e são desarmados pelas Forças de Defesa do Quênia e mais de 250 soldados das Forças Armadas Somalis se rendem à Força Dervixe de Jubalândia. Tropas federais restantes e soldados feridos foram realocados para Mogadíscio após a derrota.